# Carlos Llamosa
Carlos Llamosa (Palmira, 1969. június 30. – ) amerikai válogatott labdarúgó, edző.

## Pályafutása

### Klubcsapatban
Kolumbiában született. Pályafutását 1986-ban a harmadosztályban szereplő Colmena csapatában kezdte. 1990-ben az Atlético Huilában játszott, majd azt követően az Egyesült Államokba költözött, hogy csatlakozzon a családtagjaihoz, akik ekkor Queensben, New York-ban éltek. A Világkereskedelmi Központban talált állást és az 1993-as terroristatámadás idején is dolgozott.
1995-ben ismét futballozni kezdett a New York Centaurs színeiben. 1997 és 2000 között a D.C. United csapatában játszott, mellyel 1997-ben és 1999-ben megnyerte az MLS-t. 2001-ben a Miami Fusion, 2002 és 2005 között a New England Revolution, 2006 és 2007 között a Chivas USA játékosa volt.

### A válogatottban
1998 és 2002 között 29 alkalommal szerepelt az Egyesült Államok válogatottjában. 1998. október 23-án kapta meg az amerikai állampolgárságot és két héttel később november 6-án egy Ausztrália elleni mérkőzésen mutatkozott be a nemzeti csapatban.
Részt vett az 1999-es konföderációs kupán, a 2000-es CONCACAF-aranykupán és a 2002-es világbajnokságon.

## Sikerei
D.C. United
- MLS-győztes (2): 1997, 1999

## Külső hivatkozások
- Carlos Llamosa – a FIFA adatbázisában
- Carlos Llamosa adatlapja a National-Football-Teams.com oldalon (angolul)

- Carlos Llamosa adatlapja a worldfootball.net oldalon (angolul)
- Carlos Llamosa (angol, francia, spanyol nyelven). FootballDatabase.eu